# Der geöffnete Blumengarten
Der geöffnete Blumengarten es un libro con ilustraciones y descripciones botánicas que fue escrito por el naturalista alemán August Johann Georg Karl Batsch, reconocida autoridad en materia de setas, y publicado en Weimar en el año 1796 con el nombre de Der geöffnete Blumengarten: theils nach dem Englischen von Curtis Botanical Magazine, neu bearbeitet, theils mit neuen Originalien bereichert und für Frauenzimmer und Pflanzenliebhaber welche keine Gelehrten.